# Wizardry Schema
『Wizardry Schema』は、ゲームポットによるダンジョン探索型RPGである。
本作は、2014年7月29日にiOS端末向けにリリースされたほか、2016年8月にはAndroid向けのサービスとしても展開されたのち、2017年6月29日にサービスを終了した。。
本作はパーティを組み、ダンジョンを探索してアイテム収集やキャラクターの強化を行うRPGではあるが、既存シリーズと異なりダンジョンの探索を自動で行う「放置系」のゲームとなっており、公式でも「ダンジョン探索型ログRPG」と呼称されている。
2015年春には、『ウィザードリィ ～戦乱の魔塔』とコラボレーションも行っている。

## 開発
Wizardry総合プロデューサーの岩原ケイシは、4Gamer.netの御簾納直彦とのインタビューの中で、本作に放置系のシステムを導入した理由について、「初期のWizardryって，基本的には「ログを見るゲーム」だと僕は思っているんですよ。」と答えており、ダンジョン内の移動やコマンド選択などの操作を要するものの、戦闘やクエストで重要なのはログ（テキスト）であり、本質的な面白さは放置系でも再現できると述べている。
岩原は、ウィザードリィには「冒険者パーティー管理ゲーム」としての側面があると述べており、ログの精読によるキャラクターの死因の特定が攻略のかなめだと答えている。
また、岩原はインタビュー当時サービスを展開していたMMORPG『Wizardry Online』が本格的な内容に対し、本作はなるべく面倒で複雑な操作を省略し、多くのプレイヤーにハック・アンド・スラッシュの面白さを純粋に味わってもらうための作品だとしつつも、簡単にしてしまうとウィザードリィらしさがなくなるため、そのあたりは意識しているとも述べている。
本作の開発ディレクターを務めたマイティークラフトの大杉マサカズは、御簾納とのインタビューの中で、最初に岩原から企画書を見せてもらった際に「単なる『Wizardry』のソーシャルゲーム」だと思い込んでしまい、後で苦労したと振り返っている。元々マイティークラフトがソーシャルゲームの開発を得意としていたものの、これまでの経験が全く通用せず、大作RPGを一から作るような感覚だったと大杉は話しており、ソーシャルゲームのデザインで重要な要素となるマネタイズについて岩原に相談しても「面白さ」を優先されることが多かったとも話している。このことについて、岩原は多くの人が長い間本作を遊ぶことが重要だと答えており、「プレイヤーが『こういう有料アイテム（サービス）があると便利だ』と理解してくれたときに，必要に応じてお金を使ってくれれば，いずれいい結果が出るんじゃないかなと考えています。」と説明している。
一方、ゲームポットおよび事業を引き継いだGMOで「ウィザードリィ ルネッサンス」のプロジェクトにかかわってきた谷内義人は、Game*Sparkでの座談会の中で、本作が『Online』の延長線上にあるものの、同作とは無関係のところから生まれたシステムだったと明かしている。谷内によると当時PC向けオンラインゲームで成功を収めていたゲームポットが、スマートフォン向けアプリ市場で成功すべく、「早く」「安く」「印象に残る」作品として、テキストベースの放置系RPGである本作を生み出したとされており、地味である分、『ウィザードリィ』的な世界観との相性が良さからそうなったという。

### 運営
同作は2014年7月にサービス開始されたものの、不具合が多い上にプレイヤーから「動作が不安定である」などの指摘が多数寄せられていた。
サービスを継続しながらの修正は時間がかかる上、不具合だらけのアプリを提供し続けることになりかねないため、運営チームは長期メンテナンスの実施を決断し、同年8月にサービスを再開した。
また、一部ユーザから寄せられたチートの利用については、サーバ側に不正行為を防ぐ仕組みを導入する形でクライアント側でのデータ改ざんを阻止する施策が取られたほか、不正行為を行ったと確認できたユーザには警告を送り、育成したキャラクターやアイテムを使えなくする措置が取られた。

## 評価
御簾納は4Gamer.netに寄せた記事の中で、Wizardryと放置系RPGの相性は意外と悪くないと評価している。
ライターのねこリセットは、「Gamer」に寄せた記事の中で、かつてのダンジョンRPGのファンにとっては、時間がなくても楽しめると評価している。

## 他作品との関連
谷内は2020年にGMOを退社した後、本作でやり残したことへの続きとして、精神的後継作である『Finding Hermit Nilda』を発表した